# Artur I av Bretagne
Artur I av Bretagne, född 1187, död 1203, var en regerande hertig av Bretagne från 1196 till 1203. 